# Anta Rupflin
Anta Rupflin, getauft als Antoinette Maximiliane Treu (* 27. Januar 1895 in Pasing; † 22. Februar 1987 in Augsburg) war eine deutsche Malerin.

## Leben

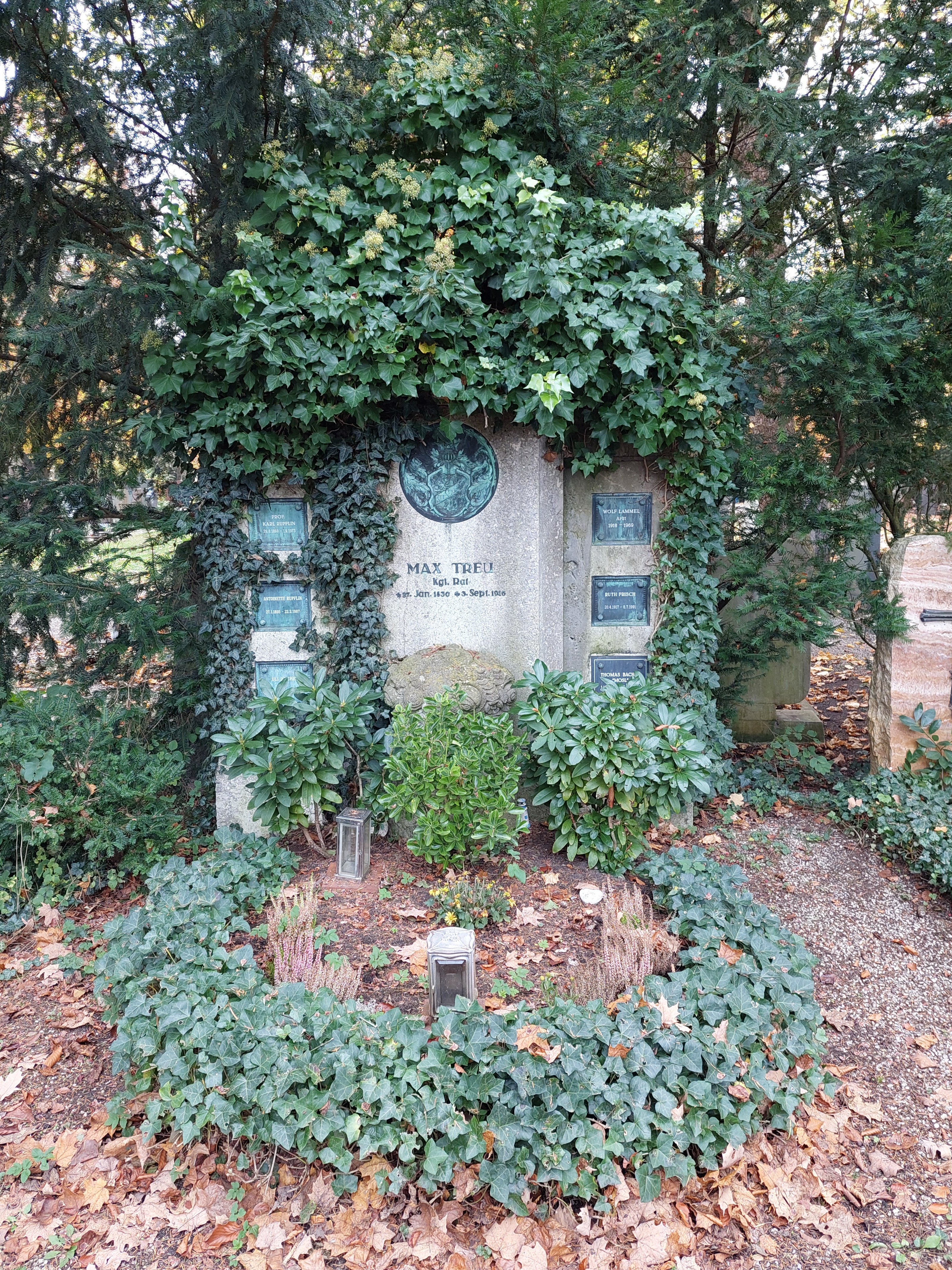
Familiengrabstätte von Max Treu, Anta und Karl Rupflin und weiteren Verwandten

Anta Rupflin wurde am 27. Januar 1895 in Pasing bei München als Tochter von Rosa Wagus (geschiedene Enzberger) geboren. Im Folgejahr wurde sie am 29. Januar 1896 auf den Namen Antoinette Maximiliane Treu getauft und von dem Augsburger Architekten Max Treu adoptiert.  Sie wuchs in Treus Familie in Augsburg auf und besuchte dort ab 1901 die Maria-Ward-Schule. Anschließend begann sie 1912 ein Studium an der Königlichen Kunstgewerbeschule in München. Während des Ersten Weltkriegs war sie ab 1915 als Krankenpflegerin in einem Augsburger Lazarett tätig.
Am 22. Mai 1916 heiratete sie den Rechtspraktikanten Rudolf Lammel. Das Ehepaar wohnte in Augsburg an der Adresse Schießgrabenstraße 2. Ihre Tochter Ruth kam 1917 zur Welt, und zwei Jahre später 1919 folgte der Sohn Wolf. 1922 ließ sie sich von Rudolf Lammel scheiden und heiratete im selben Jahr Karl Rupflin (1889–1973), einen Professor an der Städtischen Kunstschule in Augsburg. Mit ihm zog sie berufsbedingt mehrfach um, zuerst nach Essen, dann nach Berlin, München und Lahr. Ab 1959 lebte sie wieder in München.
Ihre künstlerische Tätigkeit hielt Anta Rupflin bis 1984 aufrecht. Sie starb am 22. Februar 1987 wenige Wochen nach Vollendung ihres 92. Lebensjahres in einem Augsburger Altersheim. Sie wurde auf dem Augsburger Westfriedhof in der Familiengrabstätte ihres Adoptivvaters Max Treu beigesetzt, wo auch ihr Ehemann und ihre Kinder ruhen. Die Grabstätte ist erhalten.  

## Schaffen
Während ihrer ersten Jahre an der Kunstgewerbeschule in München lernte die junge Künstlerin unter anderem bei Fritz Helmuth Ehmcke. Privaten Unterricht nahm sie zusätzlich bei Hugo Ernst Schnegg (1919 und 1921) sowie Willi Geiger (1922–1923).
Nach einem kurzen Studium der Fotografie bei Franz Kroher (1923) bekam die Künstlerin die außergewöhnliche Gelegenheit, einen Kurs bei Amédée Ozenfant in Paris zu belegen. Neben Ozenfant war es die in Paris lebende polnische Künstlerin Mela Muter, die Anta Rupflin stark prägte und mit der sich über viele Jahre eine enge Freundschaft entwickelte.
Die Jahre 1925 bis 1931, in denen sie häufig nach Paris reiste, um dort einige Monate bei und mit Mela Muter zu arbeiten, waren künstlerisch für sie sehr prägende Jahre. Muters vom Fauvismus und Kubismus der 1920er Jahre geprägte Porträts, Stillleben und Landschaften hatten einschlägigen Einfluss auf Rupflins Malerei. Durch ihre Lehrerin und Freundin entwickelte sich jedoch nicht nur ihr künstlerisches Geschick weiter; die Freundschaft öffnete ihr auch Tore in der zu jener Zeit sehr exklusiven Kunstszene in Paris. Unter anderem traf sie dort auf Größen wie Édouard Vuillard – den sie eigenen Angaben zufolge porträtiert hat – und Rainer Maria Rilke.
In den Jahren nach Paris folgten viele Reisen, unter anderem nach Collioure, Arles, Tunis und Positano, teilweise mit ihrem Mann, aber auch zusammen mit Mela Muter. Ab 1946 war sie Mitglied im Berufsverband Bildender Künstler München.
Eine weitere Reise führte sie 1954 Reise nach Ischia, einer Insel, zu der sie später vielfach zurückkehrte und deren Landschaft, Städte und Menschen häufig in ihren Werken erscheinen. In den 1970er Jahren zog es die Malerin immer wieder nach Ibiza. Während ihrer Aufenthalte dort entwickelte sich ihre Farbpalette sowie ihre Malweise immer mehr zum Expressiven. Bis ins hohe Alter schuf Anta Rupflin zahlreiche Landschaften, Stillleben und Kompositionen, wobei sie sich mit fortschreitendem Alter immer stärker von rein gegenständlicher Malerei zu entfernen schien, um sich in vielen ihrer späten Werke der Abstraktion zu widmen.
Anders als ihre Künstlerkollegen jener Zeit hatte Anta Rupflin zu ihren Lebzeiten nur eine öffentliche Ausstellung, nämlich in der Galerie Schöninger in München.
Einige ihrer Ölgemälde und Aquarelle finden sich im Bestand der Städtischen Kunstsammlungen Augsburg, so die Werke Südfranzösin (um 1928), Töpfermarkt in Augsburg (1927) und Gasse im Lechviertel in Augsburg (Aquarell, 1927).

## Werke (Auswahl)
- Eine rote Tulpe im blauen Glas. Um 1925. Aquarell über Bleistift auf Aquarellpapier, ca. 18,5 × 14 cm (Blattgröße ca. 35,5 × 25,5 cm). Verso mit dem Nachlassstempel.
- Junge Frau mit aufgestütztem Arm. Um 1928. Öl auf Leinwand, ca. 62,5 × 50 cm.
- Dame in gestreifter Bluse, um 1937–1939, Holz, ca. 80 × 65 cm, Privatbesitz.
- Blüten. Um 1980. Aquarell und Gouache auf Velin, ca. 47 × 34 cm. Zweifach monogrammiert unten rechts und unten links.
- Obstbäume. Öl auf Karton, ca. 42,5 × 42,5 cm. Verso auf dem Karton mit dem Nachlassstempel.
- Türkenbundlilien, blaue Iris und weiße Lilie, ca. 56,5 × 38,5 cm

## Ausstellungen (Auswahl)
zu Lebzeiten
- 1959: München, Galerie Schöninger

posthum
- 1992: Augsburg (Holbeinhaus)
- 1996: Augsburg (Schaezlerpalais)
- München (Galerie der Landesbank)